# 빌레트
빌레트(프랑스어: Villette)는 스위스 보주의 라보-오롱구에 위치한 이전 자치체이다.
퀴이, 에페스, 그랑보, 리에 및 빌레트(라보)의 지자체는 2011년 7월 1일에 부르앙라보의 새로운 지자체로 병합되었다.

## 지리

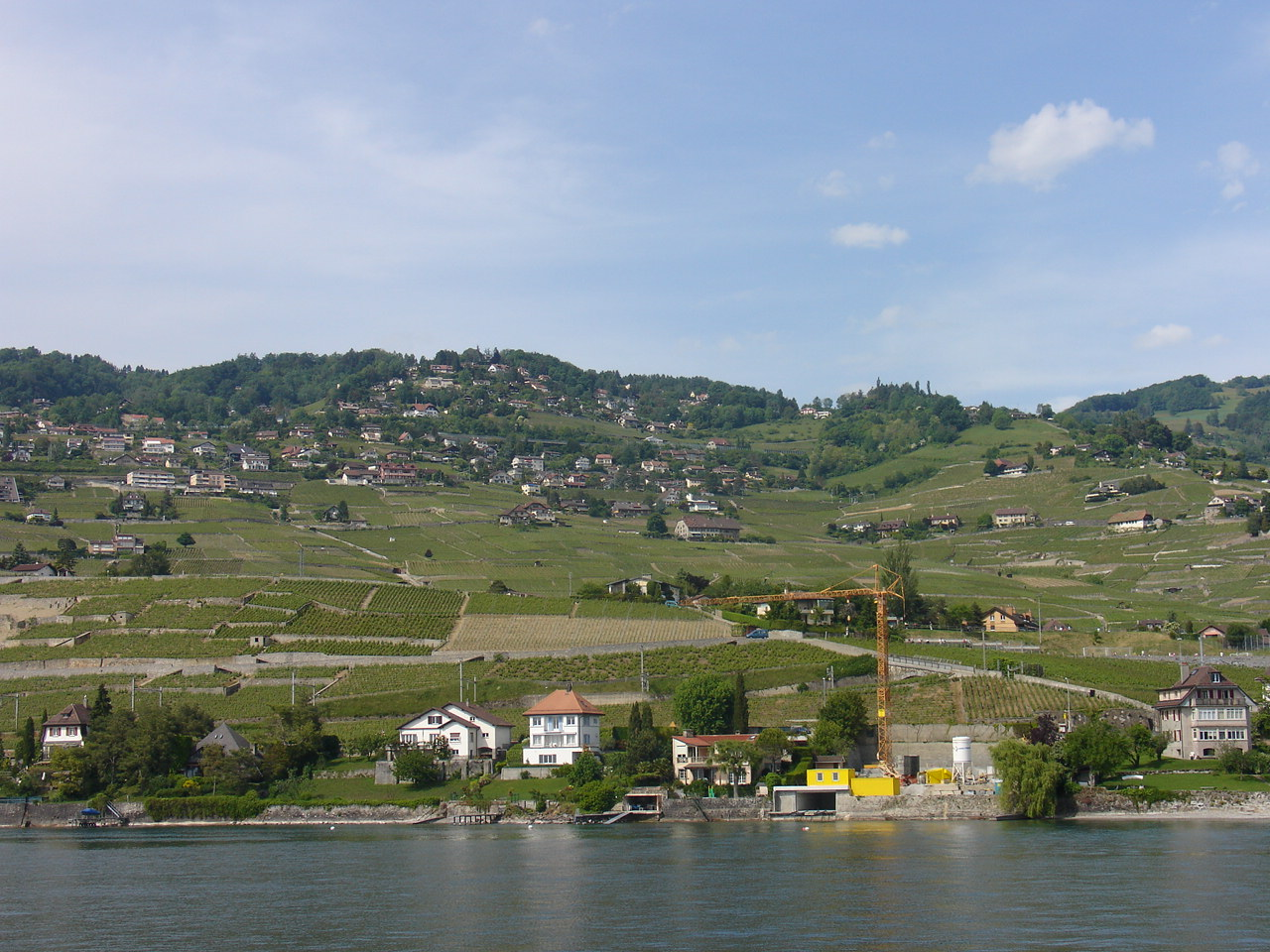
빌레트 마을

빌레트의 면적은 2009년 기준으로 1.37k㎡이다. 이 면적 중 0.95k㎡(69.3%)가 농업 목적으로 사용되는 반면 0.02k㎡(1.5%)는 삼림으로 사용된다. 나머지 토지 중 0.39k㎡ (28.5%)가 정착(건물 또는 도로), 0.03k㎡ (2.2%)가 강이나 호수이다.
건설 면적 중 주택과 건물이 11.7%, 교통 기반 시설이 14.6%를 차지했다. 공원, 녹지대, 운동장이 1.5%를 차지했다. 숲이 우거진 토지 중 전체 토지 면적의 0.0%는 숲이 우거져 있고, 1.5%는 과수원이나 작은 나무 군락으로 덮여 있다. 농경지 중 29.2%는 작물 재배에 사용되며, 6.6%는 목초지이며, 33.6%는 과수원이나 포도나무 작물에 사용된다. 시정촌의 모든 물은 호수에 있다.
시정촌은 2006년 8월 31일에 해산될 때까지 라보구의 일부였으며, 빌레트는 새로운 라보-오롱구의 일부가 되었다.

## 인구통계
2009년 기준, 빌레트의 인구는 593명이다. 2008년 기준으로 인구의 18.0%가 거주하는 외국인이다. 1999년부터 2009년까지 지난 10년 동안 인구는 5%의 비율로 변경되었다. 이주로 인해 1.8%의 비율로, 출생과 사망으로 인해 1.4%의 비율로 변경되었다.
2000년 기준, 인구 대부분인 499명(88.5%)이 프랑스어를 사용하며, 독일어가 26명(4.6%)으로 두 번째로 많이 사용하고, 영어가 11명(2.0%)으로 세 번째이다. 이탈리아어를 할 줄 아는 사람이 8명 있다.
지자체의 인구 중 134명(23.8%)가 빌레트에서 태어나 2000년에 거기에 살았다. 같은 주에서 태어난 215명(8.1%)가 있었고, 93명(16.5%)가 스위스 다른 곳에서 태어났고, 113명(20.0%)는 스위스 밖에서 태어났다.
2008년에는 스위스 시민이 4명, 비스위스계 시민에게 1명이 태어났으며, 같은 기간에 스위스 시민이 4명 사망했다. 이민과 이주를 무시하면 스위스 시민의 인구는 그대로 유지되고, 외국인 인구는 1명이 증가했다. 스위스에서 이민 온 스위스 남성이 2명 있었다. 동시에 스위스에서 다른 나라로 이주한 비스위스 남성 1명과 다른 나라에서 스위스로 이주한 비스위스 여성 1명이 있었다. 2008년 전체 스위스 인구 변화(시 경계를 넘는 이동을 포함한 모든 출처에서)는 13명이 감소했고 비스위스계 인구는 12명이 증가했다. 이것은 -0.2%의 인구 성장률을 나타낸다. 인구의 연령 분포(2000년 기준)는 어린이와 청소년(0~19세)이 전체 인구의 24.8%, 성인(20~64세)이 61.2%, 노인(64세 이상)이 14%를 차지한다.
2000년 기준으로 시정촌에는 미혼이거나 독신인 사람이 235명 있다. 기혼자는 287명, 미망인은 18명, 이혼한 사람은 24명이었다.
2000년 기준 거실당 평균 거주자 수는 0.53명으로 주 평균인 방당 0.61명보다 적은 수이다. 이 경우 방은 일반 침실, 식당, 거실, 주방 및 거주 가능한 지하실 및 다락방으로서 4㎡ 이상의 주택 단위의 공간으로 정의된다. 전체 가구의 약 52.4%가 자가 점유 또는 임대료를 지불하지 않았다. (모기지 또는 임대 계약이 있을 수 있음)
2000년 기준으로 시정촌에는 217가구이며, 가구당 평균 2.6명이다. 1인 가구가 48가구, 5인 이상 가구가 22가구였다. 총 221가구 중 1인 가구가 21.7%로 부모와 동거하는 성인이 4명이었다. 나머지 가구 중 자녀가 없는 기혼가구는 68가구, 자녀가 있는 기혼가구는 78가구이며 자녀가 있는 편부모는 15가구다. 혈연관계가 없는 사람들로 구성된 4가구와 일종의 기관이나 다른 공동주택으로 구성된 4가구였다.
2000년에는 총 170채의 주거용 건물 중 95채(전체의 55.9%)가 단독주택이었다. 다가구는 24채(14.1%), 주거용으로 주로 사용되는 다목적 건물은 43채(25.3%), 기타 용도(상업, 공업)가 8채(4.7%)였다. 단독주택 중 1919년 이전에 19채, 1990년에서 2000년 사이에 12채가 건설되었다. 1919년 이전과 1961년에서 1970년 사이에 다음으로 가장 많은 7개 건물이 건설되었다.
2000년에는 시정촌에 235개의 아파트가 있었다. 가장 흔한 아파트 규모는 5개 방이 53개였다. 1인실이 5개, 5개 이상의 방이 있는 아파트가 115개였다. 이 중 상가 206채(전체의 87.7%), 비수기 21채(8.9%), 공실 8채(3.4%)였다. 2009년 기준 신규주택 건설률은 인구 1,000명당 0세대였다. 2010년 시정촌 공실률은 0%였다.
역사적 인구는 다음 차트에 나와 있다.

### 종교
2000년 인구 조사에 따르면 152명(27.0%)이 로마 가톨릭 신자이고, 272명(48.2%)이 스위스 개혁 교회에 속해 있다. 나머지 인구 중 정교회 교인이 2명 (0.35%)이었고, 다른 기독교 교인이 51명(9.04%)이었다. 이슬람교 인이 1명 있었다. 불교인이 1명 있었다. 99명(17.55%)이 교회에 속하지 않고 불가지론자 또는 무신론자이며 11명(인구의 약 1.95%)이 질문에 대답하지 않았다.

## 정치
2007년 연방 선거에서 가장 인기 있는 정당은 20.84%의 득표율을 기록한 SVP였다. 다음으로 가장 인기 있는 3개 정당은 FDP (19.9%), LPS 정당 (15.23%), SP (12.82%)였다. 이번 연방 총선에서는 총 238표가 나왔고, 투표율은 62.5%였다.

## 경제
2010년 현재 빌레트의 실업률은 1%이다. 2008년 현재 1차 경제 부문에 45명이 고용되어 있으며, 이 부문에 약 16개 기업이 참여하고 있다. 9명이 2차 부문에 고용되었고, 이 부문에 4개의 기업이 있었다. 85명이 3차 부문에 고용되었으며, 이 부문에는 14개의 기업이 있다. 시정촌 주민은 282명으로 일정 정도 고용되었으며, 그중 여성이 전체 노동력의 40.4%를 차지하였다.
2008년에 정규직에 상응하는 총 일자리 수는 108개였다. 1차 부문의 일자리 수는 35개였으며, 모두 농업에 있었다. 2차 부문의 일자리 수는 8개로 그중 3개(37.5%)가 제조업, 5개(62.5%)가 건설업이었다. 3차 부문의 일자리 수는 65개였다. 3차 부문에서; 4개(6.2%)는 자동차 판매 또는 수리, 1개는 물품 이동 및 보관, 49개(75.4%)는 호텔 또는 레스토랑, 2개(3.1%)는 보험 또는 금융 산업, 2개(3.1%) 기술 전문가 또는 과학자였으며, 2개(3.1%)가 교육 분야에 있었다.
2000년 기준 시정촌으로 출퇴근하는 근로자는 42명, 출퇴근자는 216명이었다. 지자체는 근로자의 순수출 지자체로, 들어오는 1명당 약 5.1명의 근로자가 지자체를 떠나고 있다.  빌레트에 들어오는 인력의 약 9.5%가 스위스 외부에서 왔다. 근로 인구의 13.5%가 대중교통을 이용하여 출퇴근하고, 63.5%가 자가용을 이용하였다.

## 국가중요문화재

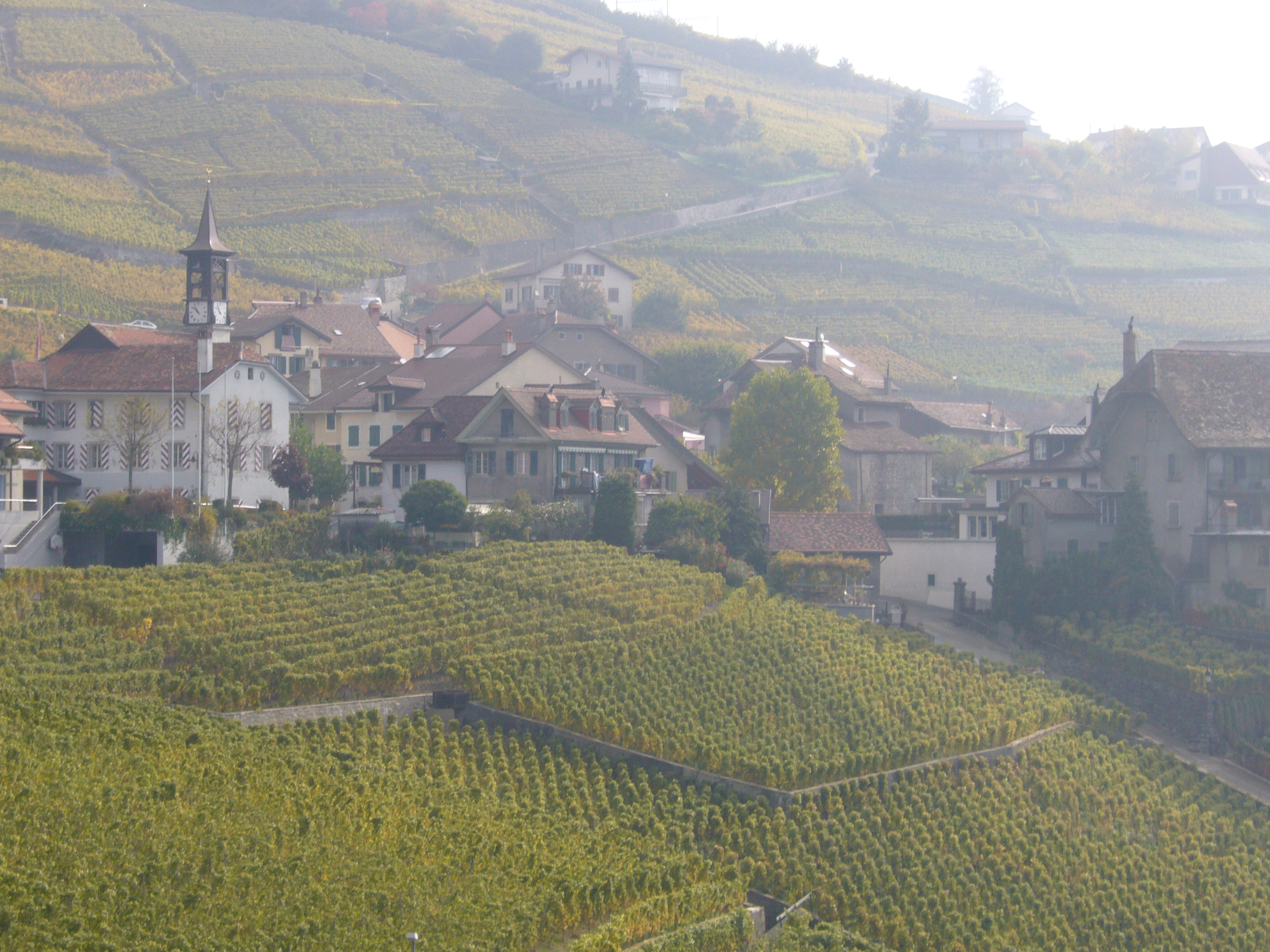
아란 마을

이 지자체에는 유네스코 세계 문화 유산의 일부가 포함되어 있다. 라보 포도원 테라스는 국가적으로 중요한 스위스 문화 유산으로도 지정되어 있다. 아란의 전체 마을은 스위스 유산 목록의 일부이다.

## 교육
빌레트에서는 인구의 약 172명(30.5%)이 비필수 고등 중등 교육을 이수했으며, 157명(27.8%)이 추가 고등교육(대학 또는 응용학문대학)을 이수했다. 고등교육을 이수한 157명 중 52.2%가 스위스 남성, 31.8%가 스위스 여성, 8.9%가 비스위스계 남성, 7.0%가 비스위스계 여성이었다.
2000년 기준으로 빌레트에는 다른 시정촌에서 온 학생이 23명, 시외 학교에 다니는 주민이 100명이었다.

## 교통
빌레트(라보)는 훌륭한 교통망을 갖추고 있다. 9번 주요 도로에 있으며 , 로잔에서 호숫가를 따라 브베와 몽트뢰를 거쳐 발레주까지 이어진다. 1974년에 개통되어 구 시가지를 가로지르는 A9 고속도로(로잔-시옹)에 가장 가까운 고속도로 연결은 벨몽(서쪽으로 약 5km 거리)과 셰브르(동쪽으로 약 8km 거리)에 있다. 1861년 4월 2일, 로잔- 발레 철도 노선의 로잔-빌뇌브 구간이 빌레트역과 함께 운영되기 시작했다.